# Cinclidium arcticum
Cinclidium arcticum là một loài Rêu trong họ Mniaceae. Loài này được (Bruch & Schimp.) Schimp. mô tả khoa học đầu tiên năm 1848.